# Phönix-Schwingen
Phönix-Schwingen (Ali di Fenice) op. 125, è un valzer di Johann Strauss II.

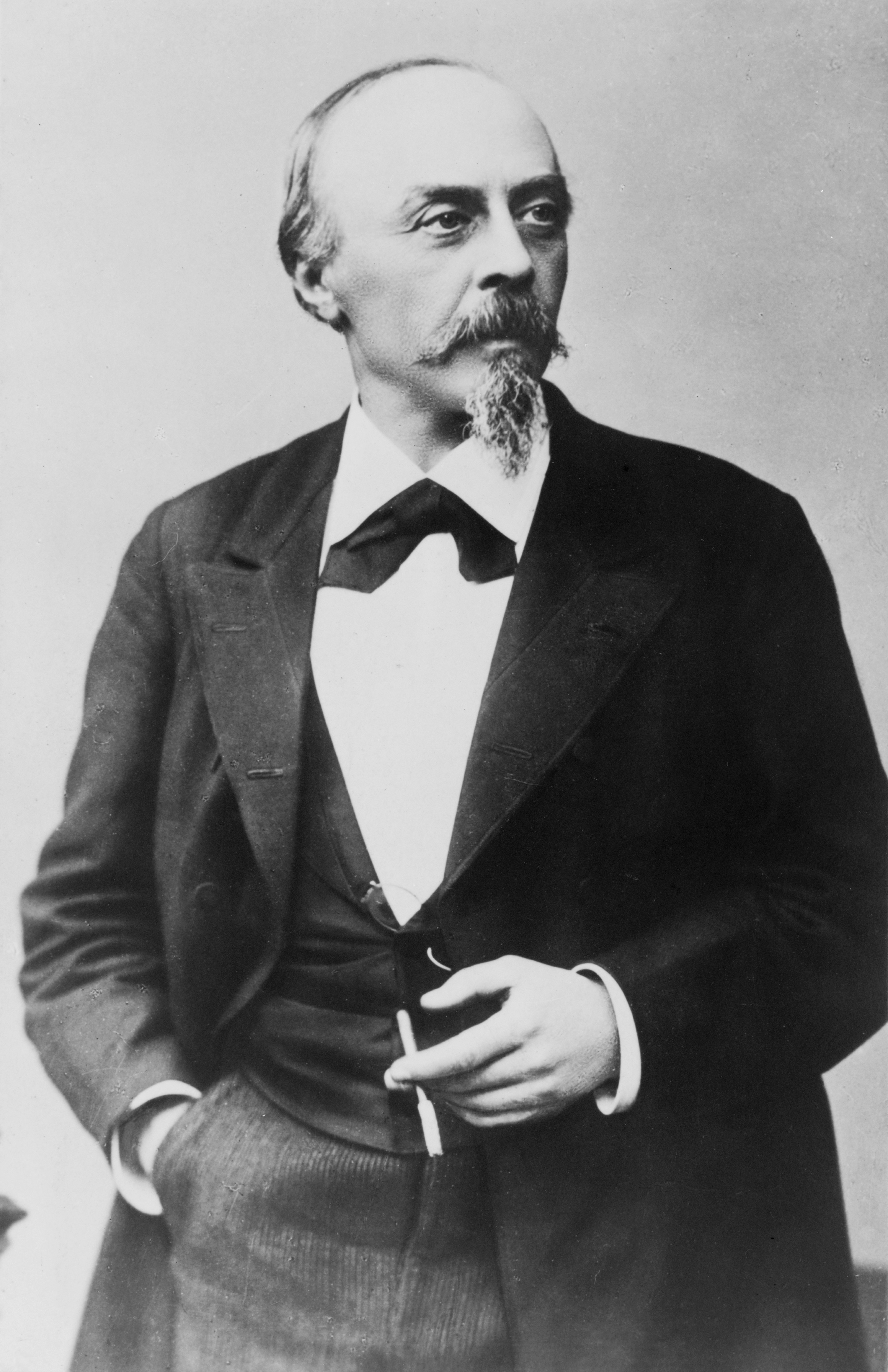
Hans von Bülow.

La fama giunse in breve tempo al giovane Johann Strauss, e con essa sempre maggiori diventavano le pressioni dovute ai numerosi ingaggi che vedevano impegnato il compositore in vari luoghi di intrattenimento in tutta la città. Come direttore dell'orchestra di famiglia (Strauss aveva infatti unito la propria orchestra con quella del padre dopo la morte di quest'ultimo nel 1849) gli spettò il compito di organizzare i concerti, comporre, orchestrare, provare e spesso anche di dover dirigere in due o tre sedi differenti nella stessa serata.
Durante il 1851 e il 1852 i suoi infiniti impegni minarono la sua salute e nel dicembre 1852, dopo una faticosa tournée di concerti in Germania, ebbe un crollo psicofisico. Dopo numerose proroghe, il compositore riapparve a capo della sua orchestra il 16 gennaio 1853, e il giorno successivo diresse un concerto di beneficenza nella Sofienbadsaal. In quell'occasione eseguì per la prima volta il suo nuovo valzer Phönix-Schwingen.
Tale titolo non faceva riferimento soltanto a Strauss, risorto come la mitica Fenice dalle proprie ceneri dopo il periodo di malattia, ma faceva bensì riferimento ad una società di trasporti, all'epoca assai derisa, per l'appunto chiamata Phönix, che prometteva viaggi più veloci e convenienti del rivale, il Fiaker viennese tradizionale. Tuttavia, soltanto dopo pochi giorni, la società fallì.
Strauss dedicò il suo valzer al pianista, successivamente anche direttore d'orchestra, Hans Guido von Bǖlow che il compositore aveva conosciuto a Vienna e le cui opere entrarono stabilmente a far parte del repertorio dell'orchestra Strauss.